# Movistar (Argentina)
Movistar (legalmente Telefónica Móviles Argentina S.A.) es una empresa argentina  de telecomunicaciones filial de Telefónica. 
Anteriormente funcionaba con el nombre comercial de “Miniphone”, luego “Unifón”, y tras la fusión con “Movicom BellSouth” en 2005, comenzó a denominarse Movistar, adoptando la marca española.

## Marcas y servicios
Desde 1993 hasta 1999, la empresa brindó servicios bajo la marca Miniphone en el Área Metropolitana de Buenos Aires (AMBA) conjuntamente con Telecom Argentina. Desde entonces, y por disposiciones reglamentarias, la compañía fue dividida entre sus accionistas y tanto Telefónica Argentina como Telecom Argentina brindaron servicios de modo independiente, utilizando las marcas “Telefónica Unifón” y “Telecom Personal”, respectivamente.

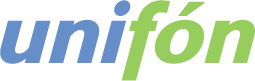
Logotipo de Telefónica Unifón utilizado hasta 2005.

La marca Unifón fue utilizada hasta 2005, cuando Telefónica S.A. compró las redes celulares de BellSouth que esta poseía en Latinoamérica; produciendo la fusión entre Unifón y Movicom, y el cambio de nombre comercial a Movistar, así como la unificación del nombre comercial a nivel continental.
Durante 2005, la empresa disponía de más de 3100 empleados e invirtió más de 450 millones de pesos, mayormente destinados al despliegue de la red GSM, especialmente en la instalación de equipamiento y ampliación de las plataformas de servicios.
A comienzos de 2012, Movistar tenía 16,7 millones de clientes, que la colocaba en la tercera posición entre las operadoras de telefonía móvil o celular en Argentina, detrás de Claro Argentina y Telecom Personal. Cuenta con 256 puntos de atención al cliente.

### Movistar TV
En octubre de 2018 Movistar comenzó a prestar el servicio de TV por fibra óptica con la reforma del gobierno de Mauricio Macri de habilitar a las compañías telefónicas y operadoras de TV paga a ofrecer servicios de telefonía y cable o satélite, anteriormente prohibido.
Después de la fusión Telefónica - Movistar - Speedy, Movistar se convirtió en el proveedor principal de todos los servicios, después de esta fusión, Movistar lanzó planes de 300 Mbps de velocidad mediante redes de fibra óptica al hogar, también lanzó un plan de 300 Mbps simétricos, y a esto se le suma un plan de 100 Mbps. Dejando fuera de juego a los planes de 20 y 50 Mbps que se podían contratar cuando el servicio todavía se llamaba Speedy.

### Tuenti

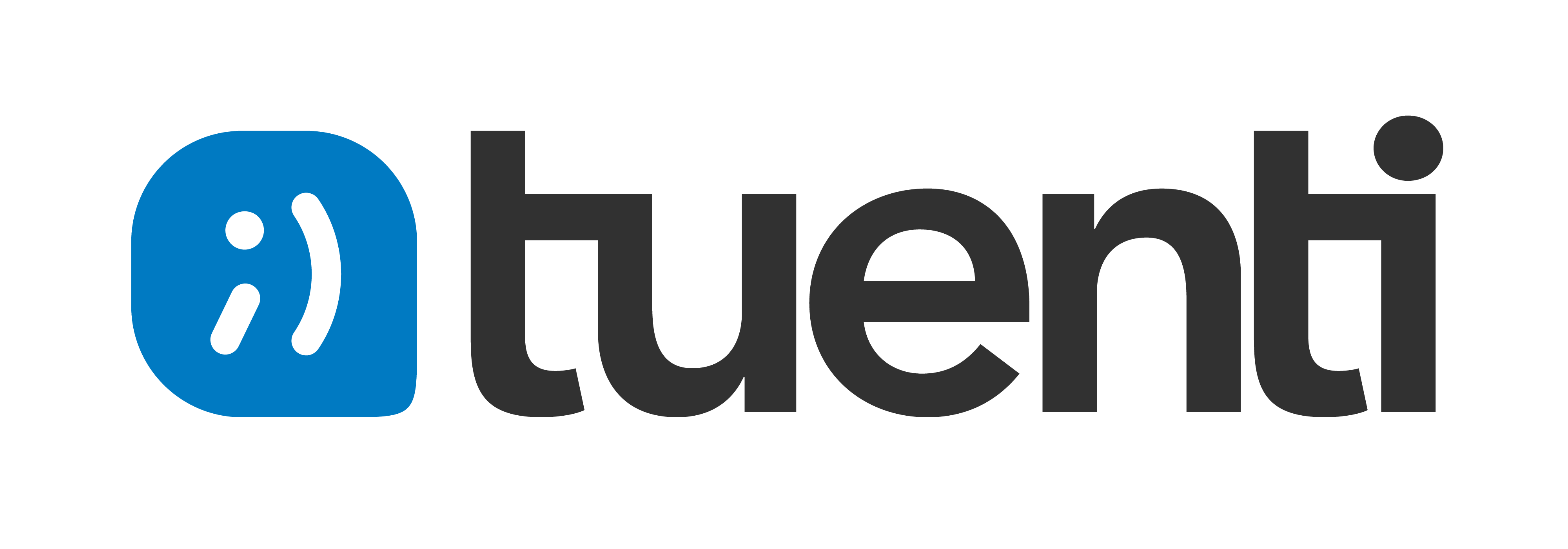
Tuenti.

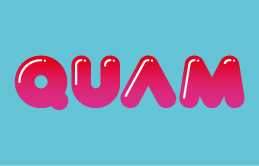
Quam.

La marca comercial Tuenti, de la empresa Movistar, presta servicios de telefonía móvil bajo el concepto de operador móvil virtual. Fue lanzada en noviembre de 2013 con el nombre Quam, tras el fracaso de Quam (Europa) en donde en 2002 cerró sus operaciones dejando a miles de trabajadores en paro y a decenas de miles sin servicio.
No posee centros de atención al cliente físicos, sino que brinda soporte netamente digital, ya que está enfocado a un público joven.
A partir de noviembre de 2014, Quam cambia de nombre y el servicio de telefonía móvil por el de Tuenti. De esa forma Telefónica unifica la marca como posee en otros países donde opera. Al igual que lo fue con Quam, Movistar y Tuenti comparten la misma razón social.

## Tecnología
Anteriormente, la compañía operaba con las redes TDMA 800/1900 MHz y CDMA2000 1900 MHz (que heredó con la compra de Movicom Bellsouth). En junio del año 2008, estas dos redes fueron apagadas.
Es importante destacar, que la cobertura bajo EDGE solo estaba disponible en Capital Federal y Gran Buenos Aires. En el resto del país, las antenas funcionaban bajo GPRS, por lo que las velocidades eran inferiores.
La empresa presentó la cobertura 3G bajo la tecnología HSDPA o 3.5G en el año 2007, inicialmente con cobertura en Capital Federal y Gran Buenos Aires. Posteriormente, la cobertura se extendió a otras ciudades, generalmente a centros urbanos grandes, como Córdoba, Mendoza, San Miguel de Tucumán, Rosario y capitales de provincias.
En la actualidad Movistar opera con las redes GSM 850/1900 MHz y HSDPA 850/1900 MHz.
Adicionalmente, luego de la adjudicación de las bandas 1710-1720 MHz y 2110-2120 MHz para 4G LTE comienza el despliegue de Radiobases con dicha tecnología en el microcentro porteño.
A finales de 2017, la compañía comenzó el despliegue de 4G+ en zonas donde ya había red 4G. A enero de 2018, tiene cobertura 4G+ en más de 70 ciudades donde ya había red LTE disponible.
En el AMBA, también funciona en 4G LTE en la frecuencia de 1900, la correspondiente a la banda 2. La cual funciona con bajo retardo y muy bien. La banda 2 se suma a la banda 4 y 28 en el AMBA, el cual en los últimos tres años[¿cuándo?] el servicio móvil y de datos mejoró notablemente.
También se puso en funcionamiento la banda 7 de 2.6GHz, esta, comenzó a operar en algunos barrios de la Ciudad de Buenos Aires y se fue desplegando en toda la ciudad y continúa su despliegue en Argentina, ayudando a descongestionar la red en zonas de alta demanda. A 2019, la banda 7 de 2.6GHz se encuentra disponible en más de 500 antenas ubicadas en: Ciudad Autónoma de Buenos Aires, Gran Buenos Aires, La Plata, Mendoza, Monte Hermoso, Neuquén, San Martín de los Andes, Córdoba, entre otras.[cita requerida]

## Incidentes
El 2 de abril de 2012 millones de usuarios de Movistar sufrieron interrupciones en el servicio a lo largo de todo el día al no tener señal en sus teléfonos. Según la empresa, el problema podría haberse originado en el software controlador de las antenas. De esta manera, los teléfonos no podían identificarse correctamente en la red celular. Como consecuencia de estos problemas, la Comisión Nacional de Comunicaciones intimó a Telefónica de Argentina a restablecer el servicio inmediatamente, y en caso de no solucionarse, aplicaría duras sanciones en el marco de legislación vigente.
El 14 de julio de 2017, el servicio de llamadas y mensajes se vio interrumpido en las provincias de Neuquén, Mendoza, y Río Negro. La compañía informó vía Twitter que se trataba de un inconveniente masivo en la zona y que estaban trabajando para solucionarlo. No hubo bonificación alguna hacia los clientes.